# Opole
Opole (régi magyar formában: Opoly, kiejtéseⓘ, IPA: [ɔˈpɔlε], németül Oppeln, csehül Opolí, latinul Opolia) város Dél-Lengyelországban az Odera partján. Opolei vajdaság székhelye, lakossága 129 553 fő, az egykori Felső-Szilézia fővárosa, jelentős német kisebbséggel.

## Története

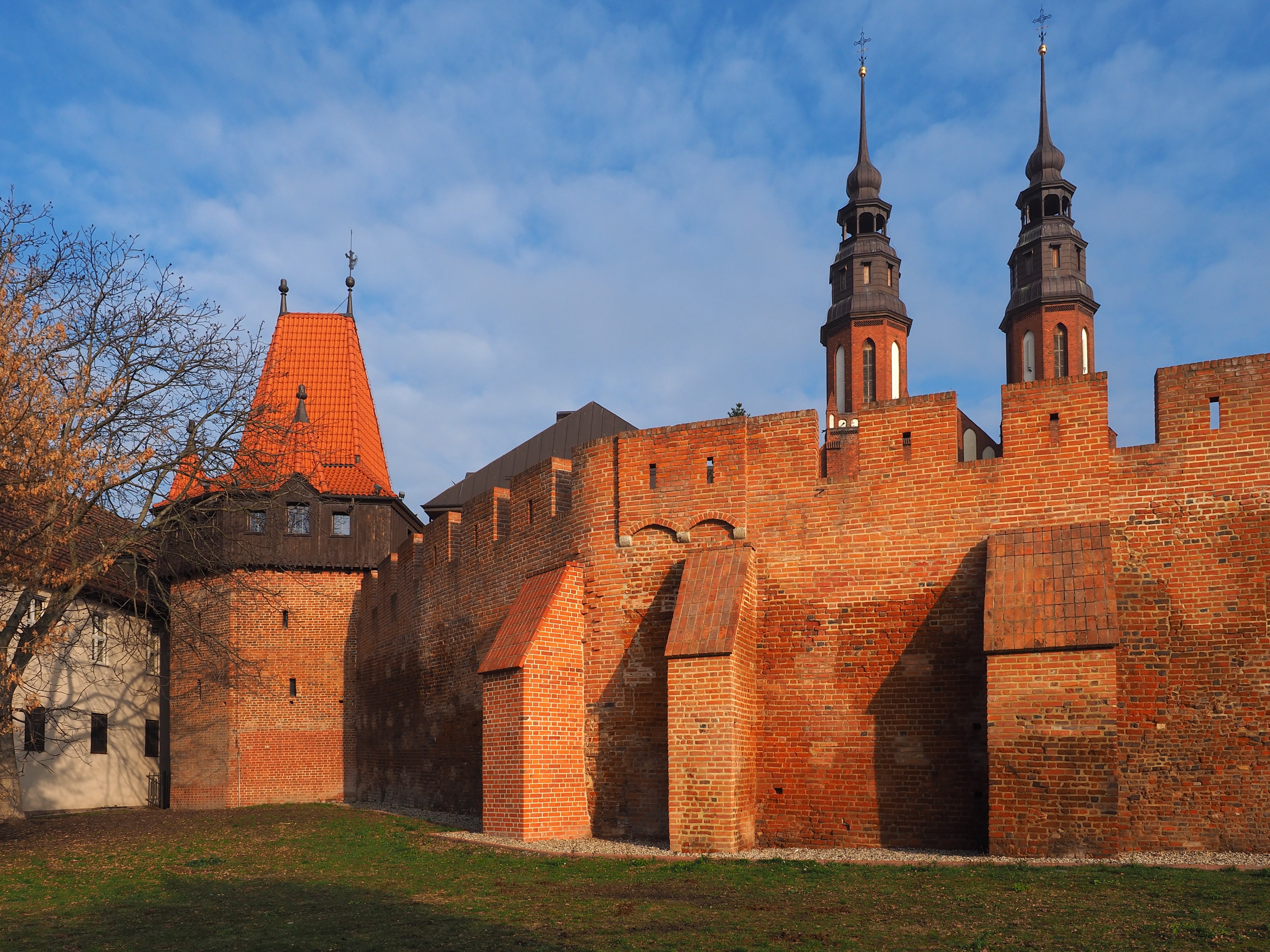
A városfalak

III. Boleszláv lengyel fejedelem halála után Lengyelország részekre osztásakor, miután 1283-tól Opoly és a hozzá tartozó földek önálló hercegségbe tartoztak, először Lengyelország, majd Szilézia fennhatósága alá került. Az utolsó uralkodó, aki az Opoly hercege címet viselte II. János Kázmér volt, ő 1668-ban mondott le, ennek ellenére a hercegség továbbra is fennállt mint adminisztratív egység 1742-ig a Habsburgok uralma alatt is, akik cseh királyokként töltötték be a rangot.
Oppeln és Ratibor hercegséget a Habsburgok rendszeresen felajánlották az erdélyi fejedelmeknek (János Zsigmondtól kezdve az Apafiakig) azért, hogy cserébe adják át nekik Erdélyt. A kalandos életű Báthory Zsigmond erdélyi fejedelem ezt a felajánlást elfogadta, majd hazaszökött, de végül visszatért sziléziai birtokára és ott is halt meg 1613-ban.

## Turisztika

### Műemlékek
- Wieża Piastowska (Piast torony)

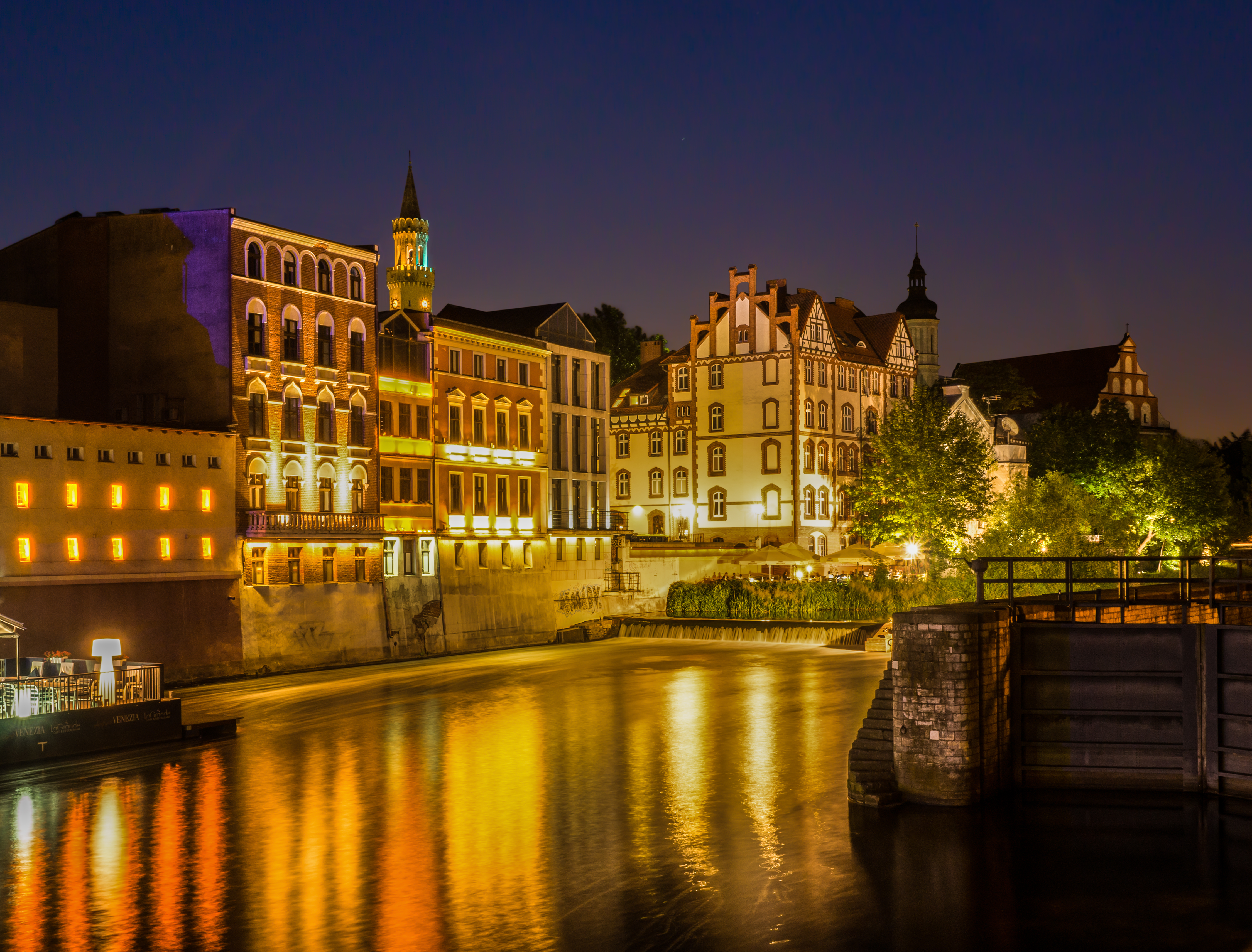
Opolei Velence (malomcsatorna)

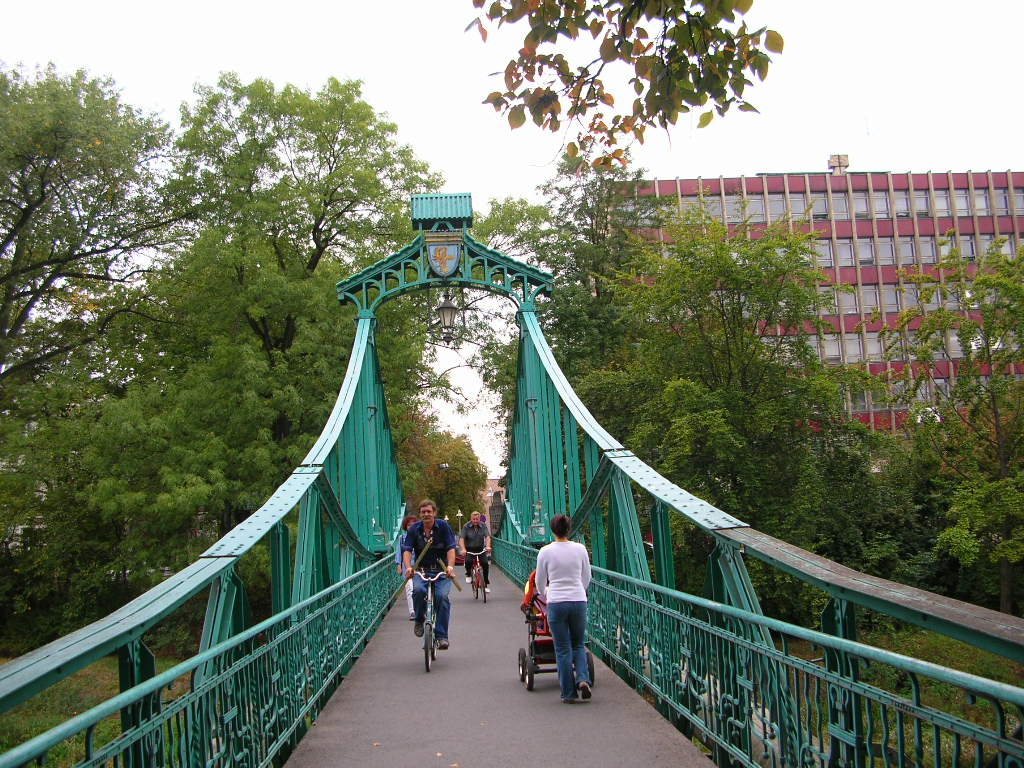
Opolei zöld híd

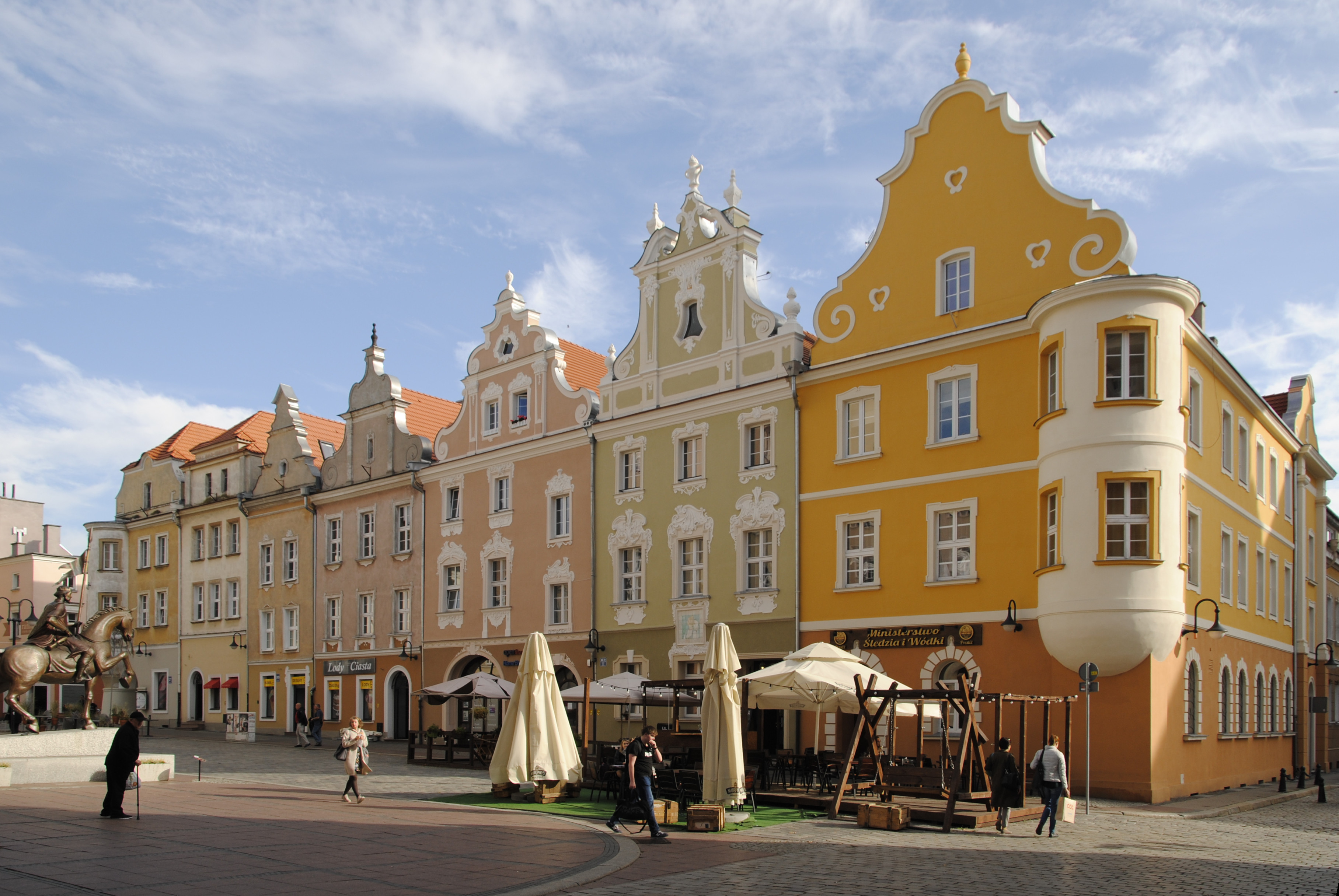
Piactér

- Wieża Zamku Górnego (Fellegvár tornya)
- Opolei katedrális
- Ferences kolostor és templom
- A sziléziai Piast uralkodók síremlékei a ferences altemplomban és a katedrálisban
- Szent Sebestyén-templom
- Edesszai Szent Elek-templom
- Szent Péter és Pál-templom
- Városház
- Piactér
- Az öreg város építészete
- Városfalak maradványai
- Posta épülete
- A vajdasági hivatalok épülete
- Most Groszowy (Groszowy vagy Zöld híd)
- Zsidó temető (ul. Graniczna)
- Muzeum Śląska Opolskiego (Opolei Szilézia múzeum épülete)

### Turistalátványosságok
- Pasieka-sziget
- Városi park a Bolko-szigeten
- Ostrówek
- Millenniumi amfiteátrum, melyben a Lengyel dal országos fesztiválját tartják.
- 4 múzeum, 4 színház, 5 képtár, filharmónia
- Állatkert
- Víztárolók: Silesia és Malina

## Oktatás

### Főiskolák és egyetemek
- Politechnika Opolska (Műszaki egyetem)
- Uniwersytet Opolski (Opolei egyetem)
- Państwowa Medyczna Wyższa Szkoła Zawodowa (Állami egészségügyi főiskola)
- Wyższa Szkoła Zarządzania i Administracji w Opolu (Igazgatási főiskola)
- Szkoła Wyższa im. Bogdana Jańskiego (Bogdan Jański főiskola)

## Média
- Nowa Trybuna Opolska újság
- Opolei hetilap
- Polskie Radio Opole – Lengyel Rádió Opole

## Kultúra

### Színházak
- Teatr Dramatyczny im. Jana Kochanowskiego
- Teatr Lalki i Aktora im. Alojzego Smolki (Bábszínház)

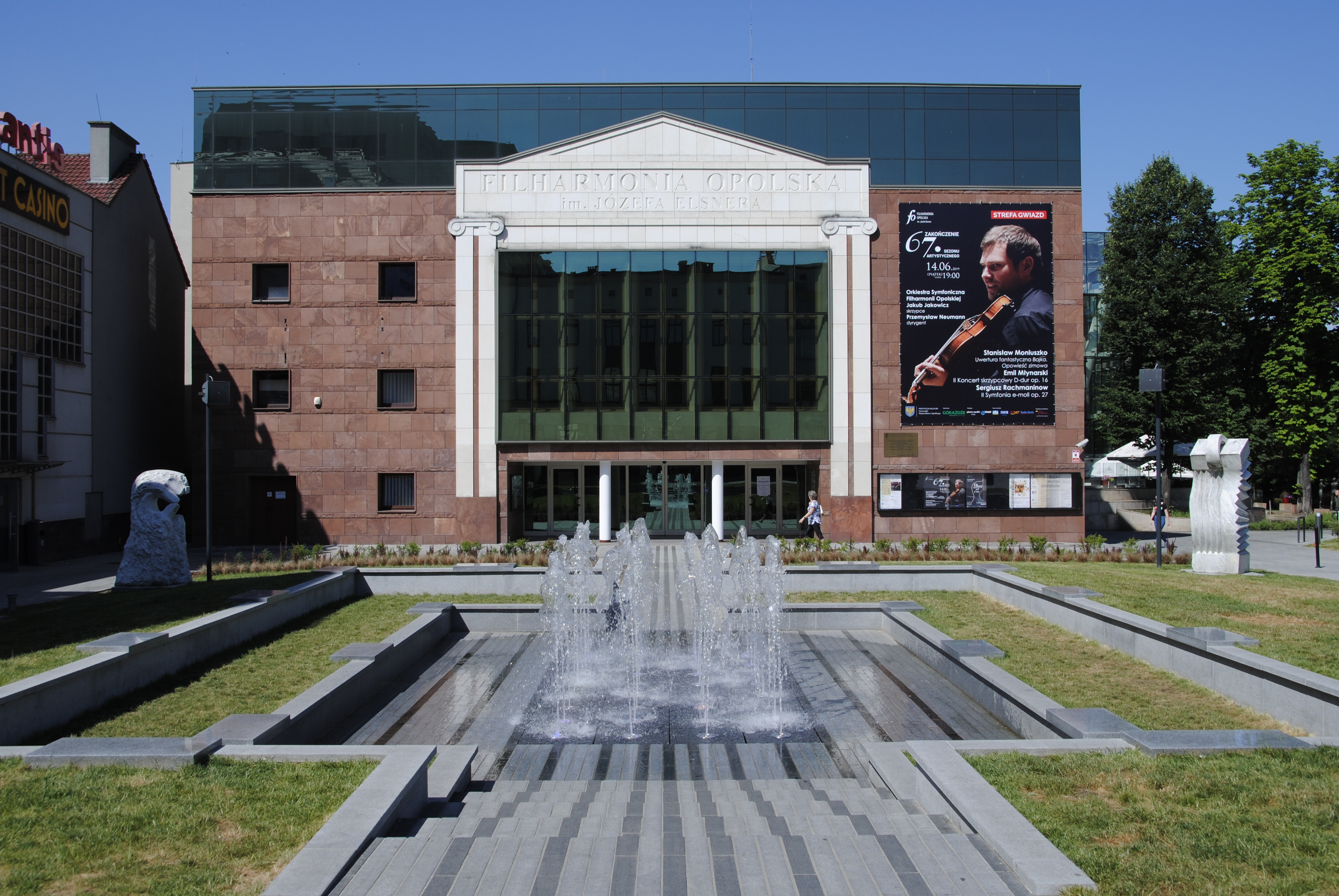
Józef Elsner Opolei Filharmónia

- Teatr Ekostudio
- Teatr Jednego Wiersza

### Képtárak
- Galeria Sztuki Współczesnej w Opolu (modern képtár)
- Galeria im. Jana Cybisa
- Galeria Autor
- Galeria Studzienna
- Galeria Aneks

### Múzeumok
- Muzeum Śląska Opolskiego (Sziléziai múzeum)
- Muzeum Diecezjalne w Opolu (egyházmegyei múzeum)
- Centralne Muzeum Jeńców Wojennych w Łambinowicach (Hadifogoly Múzeum)
- Muzeum Wsi Opolskiej (falumúzeum)

### Filharmonia
- Filharmonia Opolska im. Józefa Elsnera

## Opole városrészei
Bierkowice, Gosławice, Groszowice, Grotowice, Grudzice, Kolonia Gosławicka, Malina, Nowa Wieś Królewska, os. Chabrów, os. Kolorowe Domy, os. Malinka, os. Medyk, os. Metalchem, os. XXV-lecia PRL, os. ZWM, Półwieś, Stare Miasto, Szczepanowice, Śródmieście, Wójtowa Wieś, Wróblin, Wyspa Bolko, Wyspa Pasieka, Zakrzów, Zaodrze

## Sport
- Kolejarz Opole – salakmotorozás
- Odra Opole – labdarúgás
- Wiking Opole – labdarúgás
- Budowlani Opole – súlyemelés
- Gwardia Opole – kézilabda, dzsúdó
- AZS Politechnika Opolska|Politechnika Opole – kosárlabda
- LKS Ziemia Opolska – kerékpár

## Híres opoleiek
- Miroslav Klose német válogatott labdarúgó (1978)
- Fritz Streletz tábornok az NDK Nemzeti Védelmi Tanács elnöke, akit a berlini falnál lelőtt menekülők ügyében elítéltek.
- Karolina Wydra színésznő, modell

## Testvérvárosok
- Olita, Litvánia
- Agii Anargiri, Görögország
- Bonn, Németország
- Bruntál, Csehország
- Carrara, Olaszország
- Grasse, Ausztria
- Ingolstadt, Németország
- Kuopio, Finnország
- Mülheim an der Ruhr, Németország
- Potsdam, Németország
- Roanoke, USA
- Székesfehérvár, Magyarország

## Külső hivatkozások
- Hivatalos honlap
- Ferences kolostor és templom
- Opolweb.pl
- Wrota Opolszczyzny
- Opole google.maps.com-ban
- Katedrális